# Buick Super
La Super è un'autovettura full-size prodotta dalla Buick dal 1940 al 1942 e dal 1946 al 1958. Dal 1930 al 1935 il modello fu noto come Serie 50.
Basata sul pianale C della General Motors, aveva il motore montato anteriormente e la trazione posteriore. La Super venne costruita sul più grande corpo vettura della Buick insieme alla Roadmaster.

## La Serie 50: 1930–1935
Originariamente la Serie 50 aveva installato un motore a sei cilindri da 5.431 cm³ di cilindrata che erogava 99 CV di potenza a 2.800 giri. Nell'anno del debutto vennero fabbricati 28.204 esemplari. Nel 1931 il modello rimase quasi inalterato. Fu infatti solamente aggiornato il radiatore. Nell'occasione il modello ebbe in dotazione un nuovo motore a otto cilindri in linea da 3.617 cm³ e 77 CV. Con la temporanea uscita di scena della Serie 40, la Serie 50 diventò il modello alla base della gamma Buick.
Nel 1932 fu rivista la linea e venne ingrandita la cilindrata del motore, che toccò i 3.776 cm³ a fronte di una potenza erogata di 82,5 CV. Nel 1933 l'estetica della vettura fu completamente ridisegnata. La potenza erogata dal propulsore fu nuovamente aumentata ed ora toccava gli 86 CV. Nel 1934 il modello subì la stessa sorte e la potenza arrivò a 88 CV.  Nell'occasione fu reintrodotta la Serie 40, che tornò ad essere il modello alla base dell'offerta Buick. Nel 1935 la Serie 50 restò invariata e l'anno successivo uscì di produzione. In totale, di Serie 50, ne furono assemblati 127.416 esemplari. Il modello fu reintrodotto nel 1940 con il nome di "Super".

## La prima serie: 1940–1941

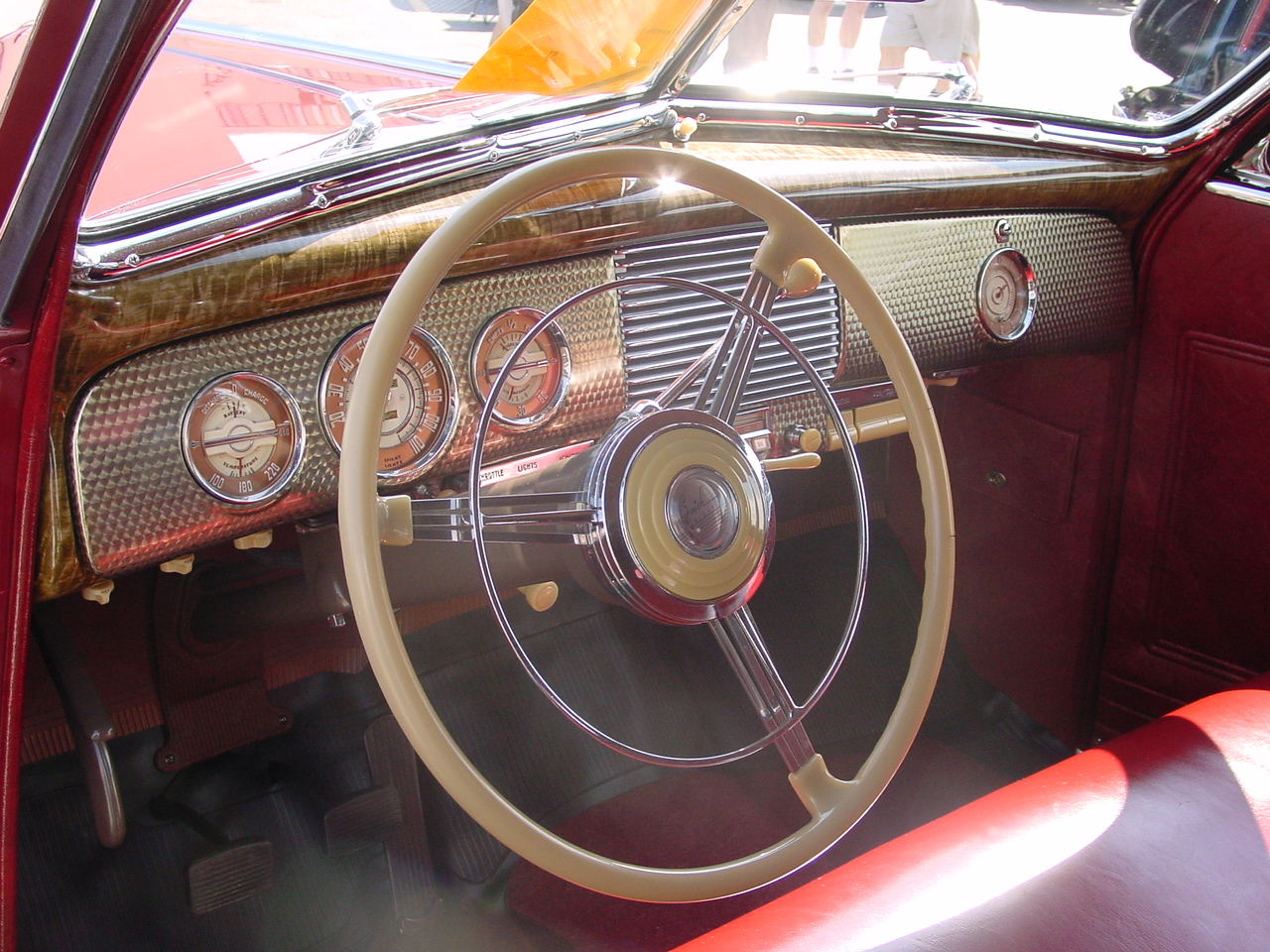
Gli interni di un Buick Super cabriolet del 1940

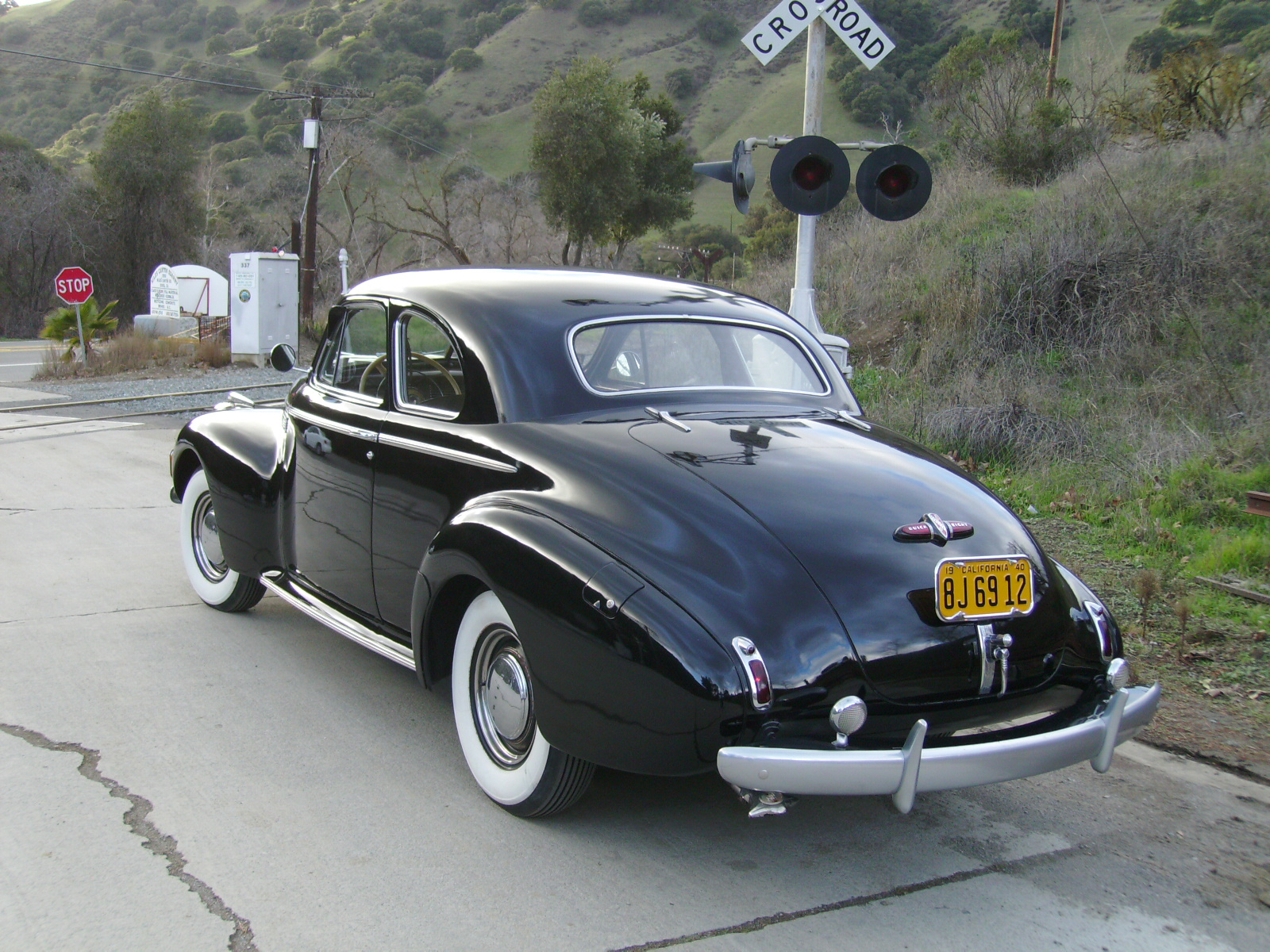
La parte posteriore di una Buick Super coupé del 1940

Quando venne introdotta nel 1940, la Buick Super possedeva un pianale C all'avanguardia. Quest'ultimo era condiviso con la Roadmaster, la Cadillac Serie 62, l'Oldsmobile 90 e la Pontiac Torpedo. Quando la leva del cambio era montata sul piantone dello sterzo, le vetture offrivano lo spazio per ospitare comodamente sei passeggeri. I predellini laterali dei modelli precedenti furono eliminati, e ciò fu ispirato dalla Cadillac Sixty Special.
La formula di base per le Super prodotte tra il 1940 ed il 1952 fu stabilita adattando il più lungo cofano motore della Roadmaster con il piccolo motore della Special. Da ciò conseguì un modello spazioso ma dai consumi di carburante contenuti. Ciò era l'opposto della Century, che combinava il piccolo corpo vettura della Special con il grande motore Roadmaster.
La nuova Buick Super condivise inizialmente il passo di 3.073 mm con la Special. Originariamente le versioni offerte erano coupé due porte, cabriolet due e quattro porte e berlina quattro porte. A metà del model year, fu aggiunta una familiare quattro porte, che fu esclusiva per la gamma della Super. Il motore offerto era un otto cilindri in linea da 4,1 L di cilindrata dotato del filtro dell'olio ed erogante 107 CV di potenza. Il 1940 fu l'unico anno in cui la Super venne equipaggiata da un alloggiamento laterale per la ruota di scorta. Nell'anno in questione furono assemblati 128.736 esemplari.
Nel 1941 i cambiamenti alla linea furono modesti. Quelli però al motore furono di una certa entità; il rapporto di compressione crebbe da 6,15:1 a 7:1, i pistoni a cielo incavato furono riprogettati, l'impianto d'alimentazione venne rivisto ed il tipo di candele installate venne cambiato. I pistoni a cielo incavato erano caratterizzati dal possedere la sommità non piatta ma con un incavo realizzato in modo da creare una turbolenza ottimale, in rapporto alle tecnologie e alle possibilità dell'epoca, per realizzare una combustione uniforme in tutta la camera di scoppio. Per quanto riguarda l'alimentazione, fu installato il sistema "Compound Carburation", che prevedeva il montaggio di due carburatori doppio corpo (fu montato su tutte le Buick tranne che sulla Special). Il primo carburatore operava sempre, mentre il secondo solo in caso di forte accelerazione. Fu quindi l'antesignano del moderno carburatore quadruplo corpo. Il nuovo motore erogava 125 CV di potenza. Per tutte le vetture era possibile avere una verniciatura a due tonalità ed era possibile la scelta tra differenti rapporti finali al ponte posteriore. Una novità fu il cofano motore a doppia apertura, che poteva essere sollevato da entrambi i lati. Furono tolte dal mercato le versioni quattro porte cabriolet e familiare, ma nel contempo fu introdotta una versione coupé speciale, la "Business Coupe", che poteva ospitare tre passeggeri e che venne prodotta in 2.449 esemplari. Le vendite totali di Super nell'anno i questione furono di 92.067 esemplari.
Assemblata a South Gate, Flint ed a Linden, questa serie di Super era dotata di cambio manuale a tre rapporti.

## La seconda serie: 1942–1948

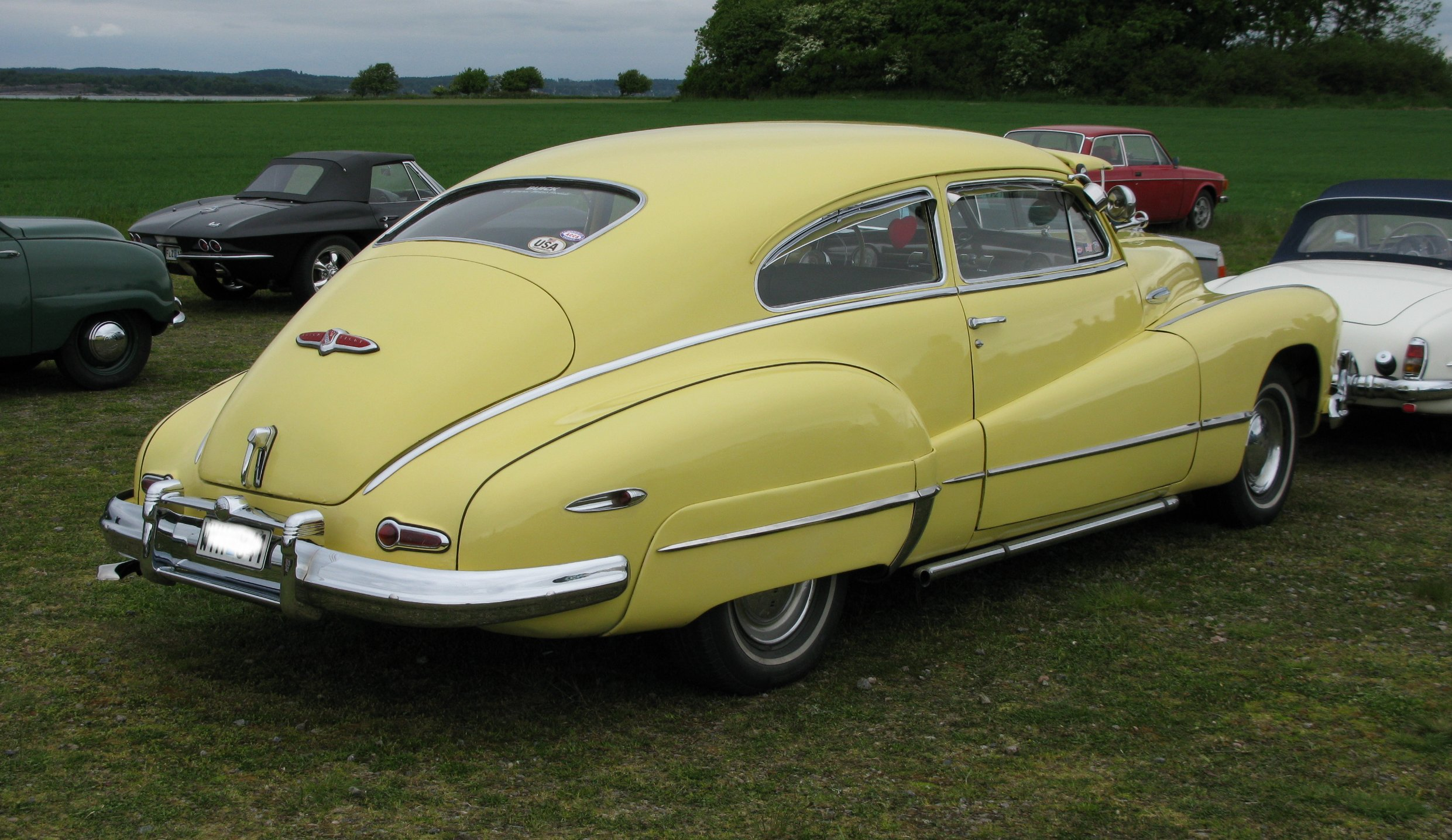
Una Buick Super coupé del 1947

Nel 1942 le Super versione coupé presero la denominazione di "Sedanet". La loro linea era assimilabile a quella di una fastback, ed il loro stile derivava da quello delle Century e Special del 1941. Questa serie di Super possedeva dei corpi vettura più larghi e bassi. Inoltre, la vettura era caratterizzata da parafanghi anteriori Airfoil, il cui disegno andava ad incrociarsi con quello dei parafanghi posteriori. Erano però disponibili solo sulle versioni cabriolet e coupé. Questi parafanghi anteriori erano caratterizzati da delle barre orizzontali cromate. Un'altra novità del 1942 fu la nuova calandra con linea ribassata e sottili barre verticali. La presa d'aria per la ventilazione dell'abitacolo era posizionata al centro della calandra, e quindi venne eliminato il radiatore a filo del cofano motore. La Business Coupe fu tolta dall'offerta. Il motore era il medesimo di quello della serie precedente, vale a dire un otto cilindri in linea da 4,1 L.
Con l'entrata in guerra degli Stati Uniti nel secondo conflitto mondiale, il 1º gennaio 1942 venne proibito l'uso di cromo sulle vetture. Le parti precedentemente cromate furono verniciate ed inoltre i pistoni furono costruiti in ghisa. L'ultima Super fu assemblata il 4 febbraio 1942. Ciò fu causato dalla conversione degli stabilimenti produttivi automobilistici statunitensi nella produzione bellica. Nell'anno in questione, furono assemblati 33.034 esemplari.
Nel 1946, a conflitto terminato, quando riprese la produzione civile di automobili, la Super combinò nuovamente il grande corpo vettura della Roadmaster con il piccolo motore della Special. La linea base della carrozzeria del 1942 continuò ad essere applicata anche nel 1946, ed ora il parafango anteriore delle berline scivolava via attraverso le porte fino al parafango posteriore come sulle coupé e cabriolet. Il frontale era dominato da una calandra a barre verticali. Delle sottili strisce d'acciaio erano invece applicate alle fiancate, partendo dai parafanghi anteriori e sviluppandosi fino a quello posteriore. Tra l'equipaggiamento standard era compreso uno starter automatico, l'orologio, il posacenere e degli inserti in legno nel cruscotto. La sigla di identificazione esterna si trovava sulla linea cromata longitudinale laterale, tra i parafanghi anteriori e posteriori. Il sistema "Compound Carburation" fu eliminato ed il rapporto di compressione venne ridotto a 6,3:1. Di conseguenza, la potenza erogata scese da 125 CV a 110 CV ed una sorte simile toccò anche la coppia. Dopo sei anni di assenza, tornò nei listini la versione familiare. In totale, nel 1946 furono prodotti 119.334 esemplari. Le sospensioni anteriori erano indipendenti con molle elicoidali. Nel 1946, il 76,98% delle Buick vendute erano delle Super.
Ancora nel 1947, la Special era tra i modelli statunitensi più popolari, principalmente grazie allo spazioso abitacolo derivante dalla Roadmaster e all'economico motore della Special. I cambiamenti rispetto all'anno precedente furono minimi. Un'eccezione fu la calandra, che fu aggiornata. Le modanature in acciaio inossidabile sul corpo vettura ribassato creavano una linea lungo il corpo vettura stesso e proseguivano sui parafanghi. Era offerto di serie un volante bianco, mentre la strumentazione era inclusa in quadranti rotondi. Il cruscotto era bicolore. La sigla di identificazione esterna si trovava sulla modanatura cromata longitudinale laterale, tra i due paraurti. Uno stemma cromato era utilizzato assieme alla scritta identificativa, che era in rilievo e riempita di rosso. I freni erano a tamburo. Nell'anno in questione, le vendite toccarono la cifra record di 159.588 esemplari.
La novità più importante del 1948 fu la collocazione della scritta "Super" su ogni parafango. Il modello fu leggermente abbassato, e per quanto riguarda le ruote vennero installati degli anelli decorativi e piccoli mozzi ruota. Vennero inoltre aggiornati gli interni con l'applicazione di un tessuto similpelle sulla parte laterale dei sedili. Il quadro strumenti fu rivisto con l'installazione di strumenti color argento che erano collocati in un pannello grigio. La berlina venne dotata anche di tappetini con inserti in gomma anche per i passeggeri posteriori. La cabriolet aveva interni in pelle ed era dotata di capote ad azionamento elettrico, di sedili regolabili elettricamente e di alzacristalli elettrici. Le vendite totali nell'anno in oggetto furono di 108.521 esemplari.
Assemblata a South Gate, Flint, Atlanta, Kansas City ed a Linden, questa serie di Super era dotata di cambio manuale a tre rapporti.

## La terza serie: 1949–1953

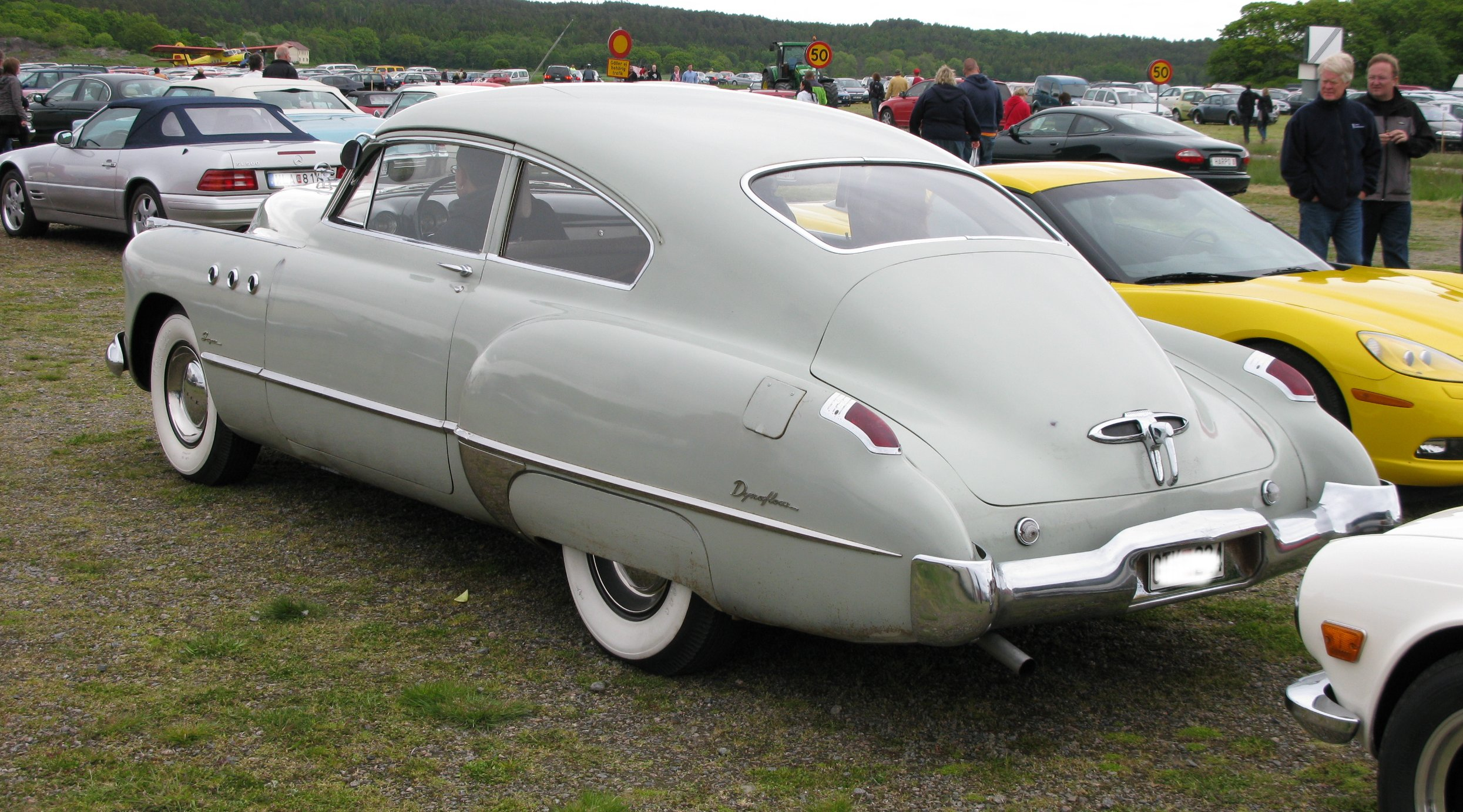
Una Buick Super coupé del 1949

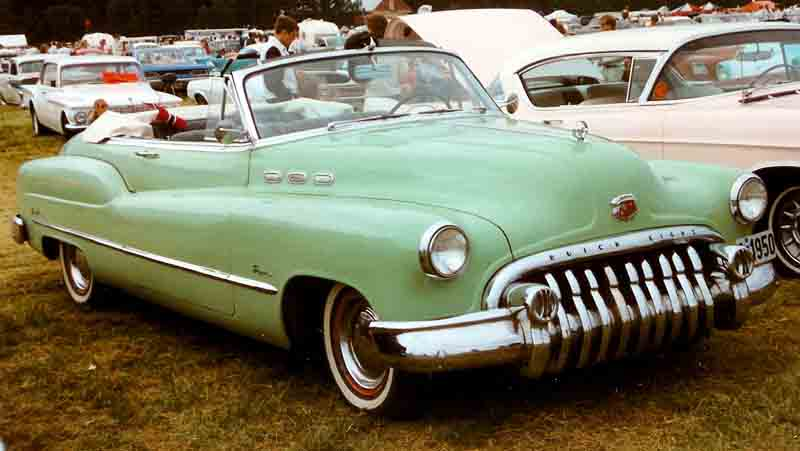
Una Buick Super cabriolet del 1950

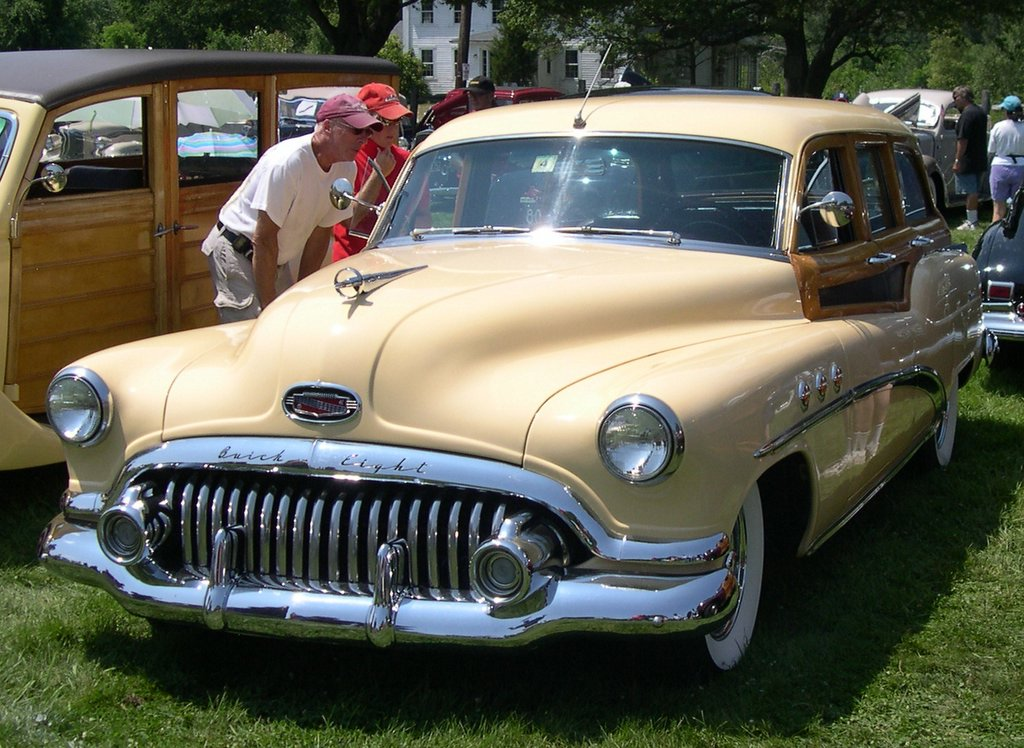
Una Buick Super familiare del 1952

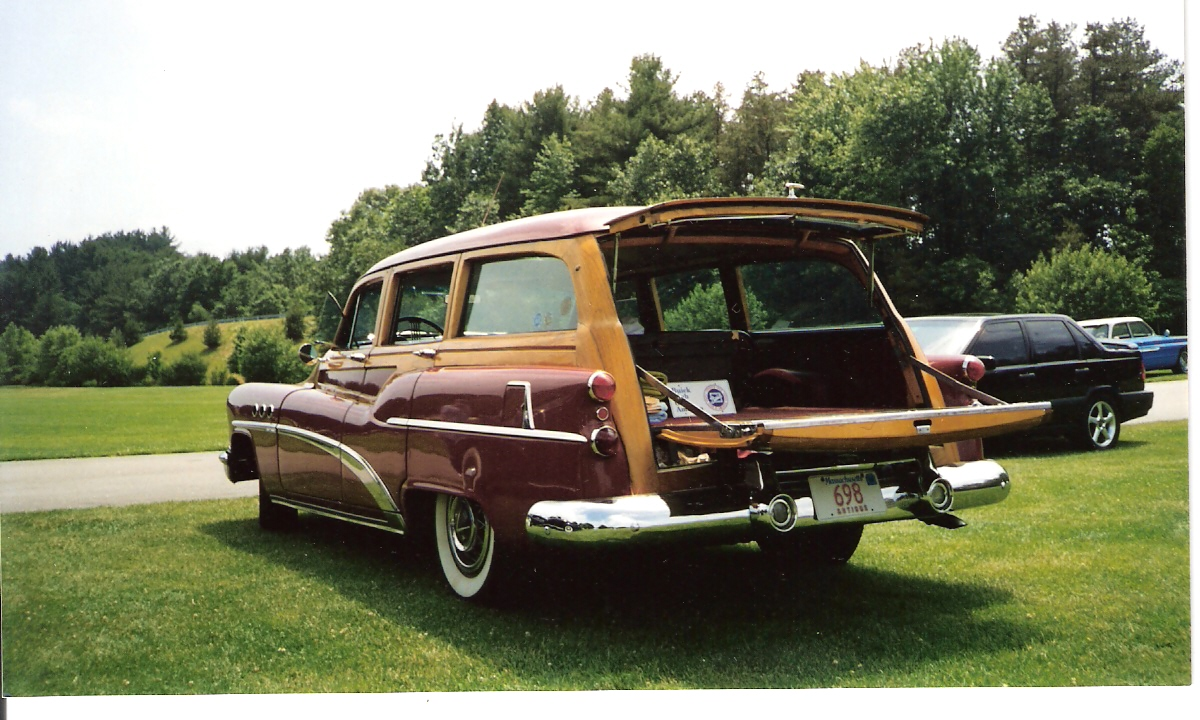
Una Buick Super familiare del 1953

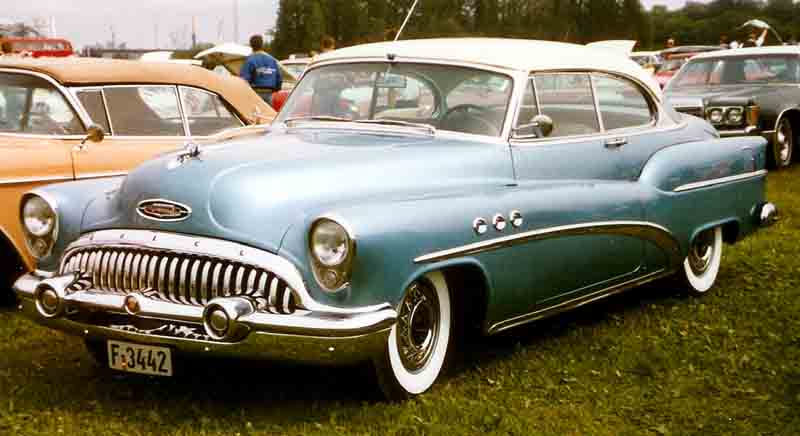
Una Buick Super Riviera coupé del 1953

La terza serie di Buick Super condivideva il nuovo, ma più corto, pianale C della General Motors con la Roadmaster. La Super aveva in dotazione tre prese d’aria cromate su ciascun parafango anteriore che denotavano la presenza di un motore più piccolo (il loro numero era infatti in funzione del numero dei cilindri del modello Buick su cui erano installate). Le brochure riportavano che esse servivano a ventilare il motore, e questo era vero nel 1949. Già a metà dell'anno in questione, esse furono però chiuse. Come già detto, queste prese d'aria erano comuni anche sugli altri modelli Buick, e debuttarono nel 1948 sulla Roadmaster. I fanali posteriori erano collocati sul bordo dei parafanghi posteriori, mentre questi ultimi rimasero immutati. Nell'equipaggiamento standard erano compresi l'accendisigari, il posacenere e lo starter automatico. Gli interni era in tessuto, eccetto che sulla cabriolet, dove erano in pelle e similpelle. Su quest'ultima erano presenti anche la capote ad azionamento elettrico, i sedili regolabili elettricamente e gli alzacristalli elettrici.
Il cambio standard era manuale a tre rapporti, mentre era offerta tra le opzioni il cambio automatico "Dynaflow". Il rapporto di compressione era di 6,9:1 mentre la potenza era di 120 CV. Nell'anno in questione, le vendite toccarono la cifra record di 190.514 esemplari. Il quadro strumenti era completamente nuovo.
Nel 1950 furono aggiornati i paraurti. Venne aggiunta all'offerta la versione Riviera hardtop due porte. Un'altra novità fu la versione berlina quattro porte con passo allungato di 102 mm, che aveva in dotazione interni migliori di quelli della berlina regolare.
Nel 1950 con la Super venne offerto un motore ad otto cilindri in linea da 4,3 L di cilindrata e 112 CV di potenza. Con la trasmissione automatica Dynaflow (che, invece di passare da un rapporto all'altro, utilizzava il convertitore di coppia per accoppiare il motore ad un singolo rapporto della trasmissione) il modello era in grado di raggiungere la velocità massima di 140 km/h. La vettura montava due barre divisorie nel lunotto (che era così diviso in tre parti), sebbene il parabrezza fosse ora in un solo pezzo non più piatto ma curvo. Era possibile anche ordinare l'autoradio, che era associata ad un'antenna regolabile da un comando posizionato nell'abitacolo. In un numero della rivista Popular Mechanics datato giugno 1953, era riportato che la Super avesse un'accelerazione da 0 a 97 km/h di 14,5 secondi. Nell'anno in questione, fu registrato un nuovo record di vendite con 251.883 esemplari.
Nel 1951 le Super ebbero in dotazione un corpo vettura più largo di quello delle Special. La Super assomigliava a quest'ultima anche per la presenza di tre prese d’aria per lato, per i parafanghi anteriori che andavano ormai a confondersi con quelli posteriori ed per una vistosa e grossa modanatura cromata laterale che si sviluppava per tutta la lunghezza della vettura. Questo inserto cromato iniziava sopra la ruota anteriore, dopo la quale scendeva dolcemente fin quasi alla zona sottoporta, appena prima del parafango posteriore, dopodiché girava attorno alla ruota posteriore a formare un quarto di circonferenza per proseguire dritto verso le luci posteriori. La berlina versione passo lungo fu denominata Riviera nonostante non avesse l'hardtop. Le Super, tranne la Super Riviera, erano dotate di un allestimento simile alle Special Deluxe. Gli indicatori di direzione anteriori stavano all'interno degli alloggiamenti a forma di "bomba" sopra il paraurti, mentre quelli posteriori condividevano lo stesso alloggiamento utilizzato per le luci di stop. Le cabriolet e le familiari possedevano invece gli interni in pelle. Nell'anno in questione furono commercializzati, in totale, 169.226 esemplari.
Nel 1952 la fluente linea disegnata dai parafanghi divenne più marcata ed i parafanghi posteriori avevano un inserto cromato supplementare che era assente nelle Special basate sul pianale B. Fece la comparsa una nuova coda più squadrata. Gli interni erano in tessuto tranne che sulle cabriolet e sulle familiari, dove erano in pelle. La Super aveva in dotazione un quadro strumenti diverso da quello della Special, che si distingueva per il grande alloggiamento centrale del tachimetro. Le versioni coupé e berlina a passo corto furono tolte dal mercato. Le vendite totali nell'anno in questione calarono a 135.332 esemplari.
Nel 1953 la Super, la Roadmaster e la Special condividevano lo stesso passo di 3.086 mm, anche se i tre modelli si distinguevano da diversi particolari estetici. I copricerchioni pieni furono offerti tra l'equipaggiamento standard. Gli interni della maggior parte dei modelli erano in nylon ed in tessuto pesante in seta. La cabriolet aveva gli alzacristalli elettrici, la capote ad azionamento elettrico ed i sedili regolabili elettricamente installati di serie. Il cambio Dynaflow era ora offerto di serie. Nell'anno in questione furono assemblati 190.514 esemplari.
Prodotta a South Gate, Flint, Atlanta, Wilmington, Framingham, Kansas City ed a Linden, questa serie di Super era dotata, oltre alla già citata trasmissione Dynaflow, di un cambio manuale a tre rapporti. I motori disponibili furono due otto cilindri in linea (uno da 4,1 L e l'altro da 4,3 L di cilindrata) ed un V8 da 5,3 L.

## La quarta serie: 1954–1956

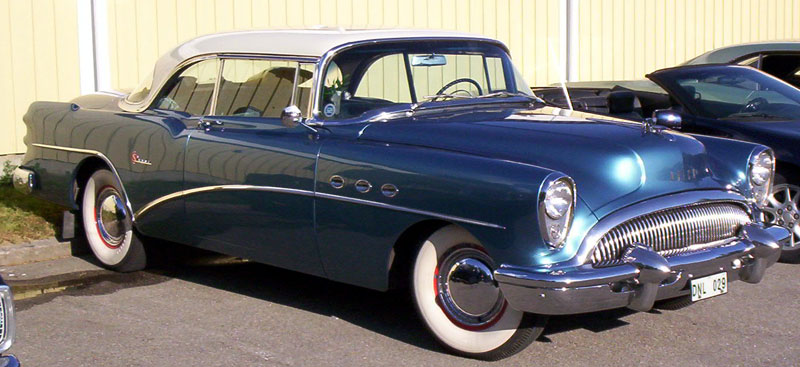
Una Buick Super Riviera hardtop due porte del 1954

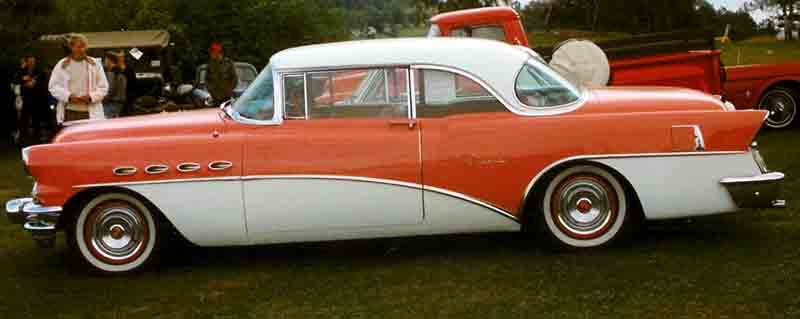
Una Buick Super Riviera hardtop due porte del 1956

La Super del 1954 era basata sul pianale C della General Motors ed era caratterizzata da un parabrezza panoramico provvisto da montanti. Il modello era pensato per un cliente che cercasse una Buick di grandi dimensioni, ma relativamente economica. Identificata con tre prese d’aria per lato, questa nuova serie di Super condivideva molte caratteristiche con la Roadmaster. Gli interni della Super, a differenza di quelli di quest'ultima, erano in nylon. Inoltre, il quadro strumenti della Super era più ricco. La cabriolet aveva gli alzacristalli elettrici, la capote ad azionamento elettrico, i sedili regolabili elettricamente e gli interni in pelle installati di serie. La versione familiare non venne più offerta. Le vendite nell'anno in questione scesero a 118.630 esemplari.
Nel 1955 la Super continuò a combinare il vasto abitacolo tipico delle vetture basate pianale C, con le strutture interne e le prestazioni dei modelli medi. Le prese d'aria diventarono quattro per lato. La linea cromata laterale rimase immutata. Le linee della carrozzeria vennero invece arrotondate e furono installati dei finestrini deflettori sulle berline. Le cornici dei proiettori delle Super e delle Roadmaster ora ospitavano anche le luci di parcheggio. Nell'anno in questione fu introdotto anche un nuovo tachimetro. La Super ora possedeva, tra l'equipaggiamento di serie, un contamiglia ed un orologio elettrico. Le vendite nell'anno in questione salirono a 132.463 esemplari.
Nel 1956 la Super fu dotata della linea cromata sulle fiancate che si poteva trovare sulle più piccole Special e Century. Ciò fu una particolarità, dato che la Super era il modello più grande della Buick. Nell'anno in questione il modello fu dotato di quattro prese d'aria per lato. Erano ancora presenti i montanti verticali del parabrezza. Gli interni erano in Cordaveen ed in trama di nylon tranne che sulle cabriolet, dove erano interamente in Cordaveen. Il cambio automatico Dynaflow a due rapporti ora fu installato di serie su tutte le Super. Altri accessori disponibili furono l'illuminazione del bagagliaio, l'orologio elettrico, i braccioli per i sedili anteriori e posteriori, l'accendisigari, la luce nel compartimento porta-guanti, il doppio clacson, la luce di cortesia ed il contamiglia. Fu introdotto un nuovo corpo vettura, il quattro porte Riviera hardtop. Le vendite nell'anno in questione scesero a 80.998.
Assemblata a South Gate, Flint, Atlanta, Wilmington, Framingham, Kansas City, Arlington ed a Linden, questa serie di Super era dotata, oltre alla già citata trasmissione Dynaflow, di un cambio manuale a tre rapporti. L'unico motore disponibile fu un V8 da 5,3 L di cilindrata.

## La quinta serie: 1957–1958

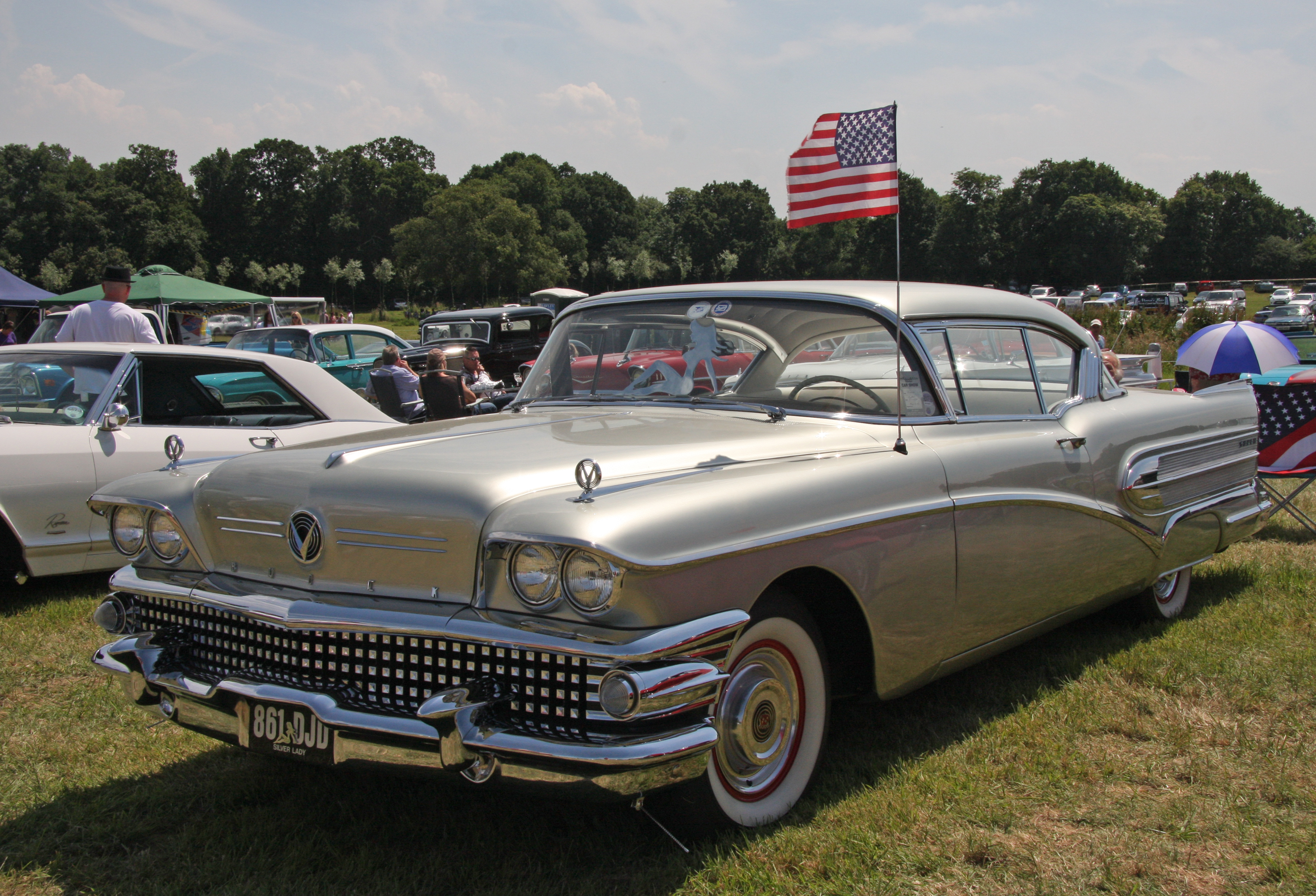
Una Buick Super Riviera hardtop due porte

Nel 1957 la Super fu basata sul nuovo pianale C della General Motors. La vettura possedeva un emblema con modanatura a zig-zag posizionato sulla fiancata che, insieme alle scritte sulla calandra e sul bagagliaio, identificavano il modello. Erano installate quattro prese d’aria su ogni parafango anteriore. Gli interni erano in Cordaveen/nylon tranne che sulle cabriolet, dove erano interamente in Cordaveen. Quest'ultima era anche dotata di alzacristalli elettrici. Alcuni accessori disponibili di serie furono l'illuminazione del bagagliaio, la luce nel compartimento porta-guanti, il doppio clacson ed il contamiglia. La versione quattro porte berlina non fu più disponibile. L'unico motore disponibile fu un V8 da 6 L di cilindrata. Le vendite nell'anno in questione scesero a 70.250 esemplari, cioè al livello più basso dal 1942; l'anno appena citato, comunque, non fu completo a causa dello scoppio della seconda guerra mondiale.
Assemblata a South Gate, Flint, Atlanta, Wilmington, Framingham, Kansas City, Arlington ed a Linden, questa serie di Super era dotata solamente del cambio automatico Dynaflow a due rapporti.
Nel 1958 la gamma fu ridotta a due sole versioni, cioè hardtop due e quattro porte, dato che la cabriolet due porte fu tolta dal listino. L'equipaggiamento offerto di serie comprendeva il servosterzo, il servofreno, un pannello strumenti con imbottitura di sicurezza, dei tappetini per il pavimento, le luci di cortesia, dei copricerchioni pieni, l'orologio elettrico, il clacson doppio, una luce in corrispondenza della chiave di avviamento, l'accendisigari, il contamiglia, le bocchette di aerazione orientabili ed i tergicristalli a più velocità. Degli interni speciali Custom erano disponibili come optional. Le vendite nell'anno in questione calarono a 42.388, stabilendo di nuovo un record negativo. Il modello uscì quindi di produzione, anche se il suo nome fu in seguito utilizzato per degli allestimenti della LaCrosse e della Lucerne.